# ديفيد موراي
ديفيد موراي (بالإنجليزية: David Murray)‏ (30 سبتمبر 1967 في المملكة المتحدة - ) هو لاعب كرة قدم بريطاني في مركز الهجوم. لعب مع ويغان أتلتيك ونادي تشستر سيتي ونادي ويتون ألبيون.